# 번암중학교
번암중학교(蟠岩中學校)는 대한민국 전북특별자치도 장수군 번암면 노단리에 있는 공립 중학교이다.

## 학교 연혁
- 1969년 10월 13일 : 번암중학교 설립인가
- 1970년 2월 21일 : 초대 차유황 교장 부임
- 1970년 3월 10일 : 번암중학교 개교
- 1980년 1월 11일 : 학급 증설 인가 (12개 학급)
- 1998년 9월 26일 : 다목적교실 준공
- 2020년 3월 1일 : 제20대 윤용주 교장 부임
- 2024년 2월 8일 : 제52회 졸업식(8명 졸업, 총 4,351명)

## 참고 자료
- 번암중학교 - 한국교육학술정보원 학교알리미